# Sandracottus guérini
Sandracottus guérini är en skalbaggsart som beskrevs av J. Balfour-browne 1939. Sandracottus guérini ingår i släktet Sandracottus och familjen dykare. Inga underarter finns listade i Catalogue of Life.